# 广东高稈莎草
广东高稈莎草（学名：Cyperus exaltatus var. tenuispicatus）为莎草科莎草属高稈莎草的变种。分布在中国大陆的广东等地，目前尚未由人工引种栽培。